# کلاوتزتو
کلاوتزتو (به ایتالیایی: Clauzetto) یک کومونه در ایتالیا است که در استان پوردنونه واقع شده‌است.

## خصوصیات
کلاوتزتو ۲۷٫۹ کیلومترمربع مساحت و ۳۸۱ نفر جمعیت دارد و ۴۵۴ متر بالاتر از سطح دریا واقع شده‌است.